# Google Maps
Google Maps es un servidor de aplicaciones de mapas en la web que pertenece a Alphabet Inc. Ofrece imágenes de mapas desplazables, así como fotografías por satélite del mundo e incluso la ruta entre diferentes ubicaciones o imágenes a pie de calle con Google Street View, condiciones de tráfico en tiempo real (Google Traffic) y un calculador de rutas a pie, en automóvil, bicicleta y transporte público y un navegador GPS, Google Maps Go.
Existe una variante a nivel entorno de escritorio y aplicación llamada Google Earth que ofrece Alphabet Inc. también de forma gratuita. En 2014, los documentos filtrados por Edward Snowden revelaron que Google Maps es parte y víctima del entramado de vigilancia mundial operado por varias agencias de inteligencia occidentales y empresas tecnológicas.

## Desarrollo

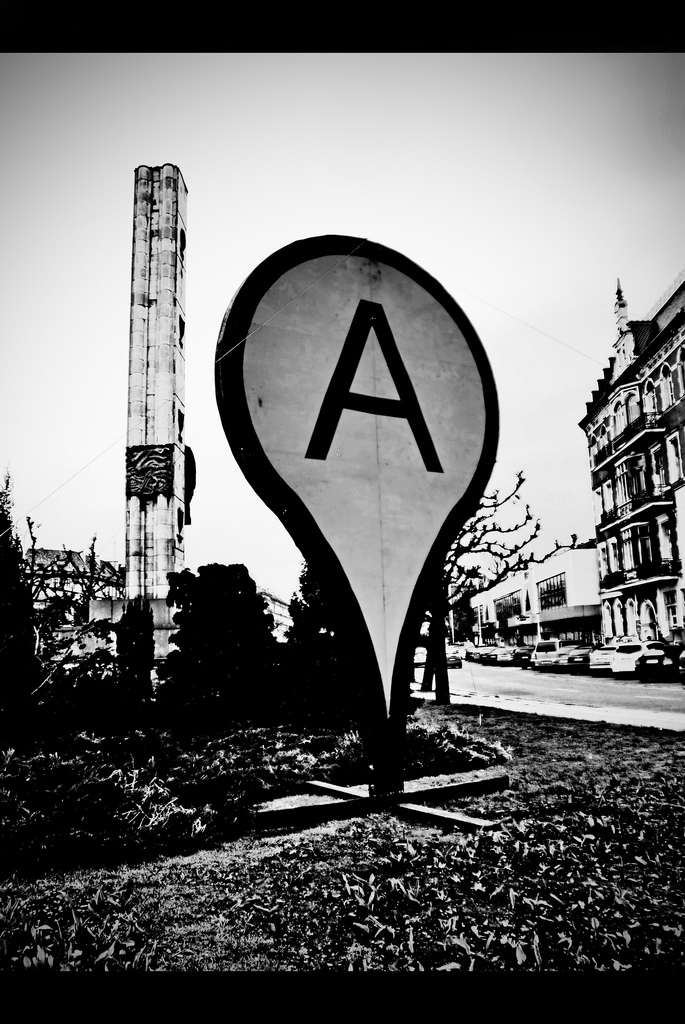
Un monumento en forma de puntero Google Maps en el centro de la ciudad de Szczecin, Polonia.

En 2003, Lars y su hermano, Jens Rasmussen, junto a los australianos Noel Gordon y Stephen Ma, cofundaron Where 2 Technologies, una nueva empresa relacionada con el mapeo en Sídney, Australia. Google compró esta compañía en octubre de 2004 para crear el popular software gratuito, basado en el navegador, Google Maps.
Google Maps fue anunciado por primera vez en Google Blog el 8 de febrero de 2005. Originalmente soportaría solo a los usuarios de Internet Explorer y Mozilla Firefox, pero el soporte para Opera y Safari fue agregado el 25 de febrero de 2005. El software estuvo en su fase beta durante seis meses, antes de convertirse en parte de Google Local, el 6 de octubre de 2005.
Como en las aplicaciones web de Google, se usan un gran número de archivos Javascript para crear Google Maps. Como el usuario puede mover el mapa, la visualización del mismo se baja desde el servidor. Cuando un usuario busca un negocio, la ubicación es marcada por un indicador en forma de pin, el cual es una imagen PNG transparente sobre el mapa. Para lograr la conectividad sin sincronía con el servidor, Google aplicó el uso de AJAX dentro de esta aplicación. Es una aplicación para el desarrollo de mapas.

## Características

### Básicas
Google Maps ofrece la capacidad de realizar acercamientos y alejamientos para mostrar el mapa. El usuario puede controlar el mapa con el mouse o las teclas de dirección para moverse a la ubicación que se desee. Para permitir un movimiento más rápido, las teclas «+» y «-» pueden ser usadas para controlar el nivel de zoom. Los usuarios pueden ingresar una dirección, una intersección o un área en general para buscar en el mapa.
Los resultados de la búsqueda pueden ser restringidos a una zona, gracias a Google Local. Por ejemplo, si alguien quiere consultar por «Churros en Madrid» para encontrar restaurantes que sirven ese plato cerca de la ciudad. Las búsquedas pueden encontrar una amplia gama de restaurantes, hoteles, teatros y negocios generales.
Como otros servicios de mapa, Google Maps permite la creación de pasos para llegar a alguna dirección. Esto permite al usuario crear una lista paso a paso para saber cómo llegar a su destino, calculando el tiempo necesario y la distancia recorrida entre las ubicaciones.
Los desarrolladores pueden aplicar nuevas formas de ver el mundo gracias a estas APIS.
El street view funciona rapidisimo y permite una óptima búsqueda para localizar comercios.

### Coordenadas
Las coordenadas de Google Maps están en el sistema WGS84 y se mostrará la latitud y la longitud, positiva para Norte y Este, negativa para Sur y Oeste.
Hay varias formas de obtenerlas, una vez que hemos localizado el lugar que interesa:
- Se hace clic en el icono «enlazar» y los valores que hay a continuación de ?q= son las coordenadas.[3]
- Hacer clic con el botón derecho del ratón en el punto deseado en el mapa para que aparezca un menú con opciones. En el menú, se ha de selccionar «¿Qué hay aquí?» y hacer clic en la flecha de color verde para obtener las coordenadas.[4]
- Poner el siguiente código en la barra de direcciones del navegador web javascript:void(prompt(, gApplication.getMap().getCenter()))

Estos datos pueden ser usados para ingresarlos en NASA World Wind o TerraServer-USA, los cuales, en algunos casos, tienen imágenes de mayor resolución.

### Avanzadas
En abril de 2005, Google agregó un Ride Finder (en español, indicador de vehículo), en el cual una persona puede ubicar un taxi o un transporte público en una gran ciudad en tiempo real. La persona debe hacer clic en la barra de Update Position (en español, actualizar posición) para encontrar la nueva ubicación del auto.
En junio de 2005, los mapas de carreteras de los Estados Unidos, Puerto Rico, Canadá y el Reino Unido fueron integrados en Google Maps.
A mediados de julio de 2005, Google comienza la versión japonesa de Google Maps y Google Local.

### Imágenes ofrecidas por satélite
En abril de 2005, se crea una vista alternativa a la que se mostraba por el satélite. El mayor proveedor de imágenes satelitales de Google Maps es DigitalGlobe, quien provee la mayor parte de sus imágenes del satélite QuickBird.
En junio de 2005, las imágenes de alta resolución (o a la máxima ampliación) ya estaban disponibles para la mayor parte de Canadá y los Estados Unidos (incluyendo los estados de Hawái y Alaska. Además abarca otros países en forma parcial, como Francia, Irlanda, Italia, Irak, Japón, Bahamas, Kuwait, México, Países Bajos, etc.
Sin embargo, algunas áreas fueron oscurecidas por motivos de seguridad nacional, como el Capitolio, la Casa Blanca y el área 51[cita requerida].
Para el resto del planeta las imágenes se encuentran disponibles en baja resolución, excepto para los polos.
No todas las fotos mostradas son de satélites; algunas son Ortofotos de ciudades tomadas por aviones que vuelan a bastante altura (sobre los 10 000 metros).

### Multivistas
El 22 de julio de 2005, Google lanza una vista dual de su Google Maps. Esta vista combina el para y la vista satelital con mapas ilustrados y los nombres de calles en las imágenes del mundo real. Esto hace más fácil encontrar rutas entre dos puntos.

### Opción de elegir la ruta más ecológica
En septiembre de 2022, Google Maps anunció una nueva opción para elegir un itinerario que contamine menos y que nos haga gastar menos dinero en combustible.

## Popularidad
Con la introducción de las herramientas de búsqueda y el movimiento en el mapa, ha hecho crecer el interés en el uso de las imágenes satelitales, tanto para la investigación como para fines personales.
Junto con los usos, se han creado sitios que buscan crear la base de datos de lugares conocidos y vistos desde el espacio, como por ejemplo estadios, construcciones antiguas, etc.
Otro uso que se está dando al servicio es el intercambios de fotos (como Flickr), creando la categoría de mapas memoriables, en los que se usan las copias de las imágenes de Keyhole para mostrar las fotos de los hogares de cada persona u otros lugares de interés.

## Programa
Como apoyo al sitio web, Google lanzó Google Earth para permitir un uso más personalizado de los mapas, haciendo posible colocar nombres a las calles sobre los mapas, sin perder la información.
Como Google Maps está desarrollado casi por entero con JavaScript y XML, algunos usuarios han hecho la ingeniería inversa, y han desarrollado códigos para aumentar las capacidades de la interfaz de Google Maps.
Usando el núcleo de las imágenes almacenadas por Google, muchas herramientas pueden personalizar los iconos de localización, conocer la posición exacta en la Tierra, e incluso, personalizar las imágenes dentro de la interfaz de Google Maps. Algunos de los «Hacks» de Google Maps son como la herramienta para ubicar las propiedades en renta de la empresa Craigslist, las llamadas de Seattle al 911 o los datos de crímenes en Chicago.
En junio de 2005 Google lanzó su API de Google Maps, haciendo oficialmente modificable casi cualquier aspecto de la interfaz original. Con la contraseña oficial de desarrollador, la API es libre de uso para cualquier sitio web.

## Uso Covid-19
El 23 de septiembre de 2020, Google anunció una actualización de la capa de COVID-19 para los mapas de Google, que está diseñada para ofrecer un dato medio de siete días del total de casos positivos de COVID-19 por cada 100.000 personas en la zona seleccionada en el mapa. También presenta una etiqueta que indica el aumento y la disminución del número de casos.
En enero de 2021, Google anunció el lanzamiento de una nueva función que muestra los lugares de vacunación contra la COVID-19.

## Uso de Google Maps por Google

### Google Local
Google integra las vistas de Google Maps (en una imagen de menor tamaño) en las búsquedas locales. Se pueden buscar por cierto tipo de negocio en cualquier área geográfica, donde Google Local esté disponible.

### Google Ride Finder
Google lanzó en forma experimental una herramienta basada en Google Maps llamada Ride Finder, el cual se basa en la localización permanente de taxis y limusinas mediante el uso de GPS. La herramienta muestra la ubicación actual de todos los vehículos permitidos de los servicios que participan en las principales ciudades de EE. UU., incluyendo Chicago y San Francisco, en un mapa de Google Maps. A partir de 2009 la herramienta parece ser interrumpida.

### Google Maps Business View
Denominado originalmente Business Photos, este servicio comenzó su andadura en abril de 2010 dentro de una selección de ciudades de Estados Unidos.
Desde entonces Google Maps Business View se ha expandido a 27 países diferentes.
El programa lo lleva Google pero las fotografías son tomadas por fotógrafos especialmente certificados para ello (llamados Fotógrafos de Confianza Google).
Las zonas que tienen este programa actualmente son: Estados Unidos, Canadá, España, Italia, Reino Unido, Francia, Países Bajos, Suecia, Dinamarca, Suiza, Irlanda, Australia, Alemania, Rusia, Japón, Taiwán, Singapur, Hong Kong, Bulgaria, República Checa, Polonia, Bélgica, Indonesia, Corea del Sur, Malasia, India y Nueva Zelanda.
Los Fotógrafos pueden tomar hasta 200 fotografías panorámicas por negocio.
Google tiene una web donde los negocios interesados pueden obtener más información

### Google Moon
El 20 de julio de 2005 y en honor al 36° aniversario del alunizaje y, posterior, caminata lunar, del Apolo 11, Google hizo público el uso de las imágenes de la NASA acerca de la geografía lunar, siendo integrado a la interfaz de Google Maps. Sin embargo, se han deshabilitado ciertas utilidades.
Opciones:
- Apolo: mapa ampliable con las marcas de los puntos de aterrizaje de todas las misiones Apolo en la Luna.
- Visible: mapa ampliable que muestra la superficie lunar, gracias a la unión de las imágenes de la misión Clementine.
- Elevation: mapa de altura en colores, mostrando la profundidad y altitud del relieve lunar.
- Charts: imágenes de otros mapas anteriores sobre cada zona.

### Google Mars
Google Mars proporciona imágenes de satélite de Marte, al igual que Google Moon, pero además muestra imágenes infrarrojas e imágenes del relieve de Marte (elevación). Los usuarios pueden accionar los botones elevación, visible, y los datos infrarrojos, de manera semejante a como se cambia entre el mapa, el satélite, y los modos híbridos de Google Maps. Este proyecto es una colaboración entre científicos de la NASA y de la Universidad de Arizona. Para ello Google ha utilizado los datos públicos recogidos a partir de dos misiones de la NASA en Marte, la Mars Global Surveyor y Mars Odyssey.
Recientemente, Google ha incorporado un servicio experimental en Google Maps que permite conocer el estado del tráfico en tiempo real. Este piloto está en fase de pruebas en Estados Unidos.

### Google Send-to-Car
Esta aplicación permite enviar una dirección de Google Maps directamente al sistema de navegación del vehículo o GPS, sin necesidad de teclearla en el mismo.

## Programas Guías locales de Google (Local Guides)
Google está realizando esfuerzos para democratizar la plataforma Google Maps y luego de varios ataques a la Plataforma desde Google Map Maker, presenta el Programa Guías locales de Google, bajo la consigna de compartir tu mundo en Google Maps para ayudar a otros usuarios a encontrar los mejores lugares locales y premiando a los usuarios con beneficios exclusivos. Luego del lanzamiento de Google guías locales en 2016, lanzó Local Guides Connect  el foro en línea para comunicar a todos los Local Guides del mundo donde se pueden compartir experiencia de viajes, fotografías de lugares, logros en la plataforma e información acerca de lo más reciente del foro. También se pueden organizar encuentros o meet up, siempre aprobados previamente por los moderadores. El principal objetivo de las reuniones es contribuir con Google Maps, ya sea corrigiendo información o agregando datos sobre accesibilidad, fotografía o reseñas.

## Uso de Google Maps para la vigilancia masiva
En enero de 2014, los documentos de alto secreto filtrados por Edward Snowden revelaron que las agencias de inteligencia NSA estadounidense y el GCHQ británico interceptan de manera masiva las consultas a Google Maps realizadas desde teléfonos inteligentes, además de la posición geográfica del usuario. El documento, fechado en 2008, declaraba que «cualquier persona que utilice Google Maps en un teléfono inteligente está ayudando a desarrollar los sistemas de vigilancia masiva del GCHQ».

## Monetización
En 2019 diversas voces se pronunciaron sobre la escasa monetización de este servicio de Google.

## Mashups
Existen varias mashups (aplicaciones web híbridas) que combinan los datos de Google Maps con los de otras fuentes:
- Waze
- Panoramio
- Tagzania
- Wikiloc
- Wikimapia

## Nuevo Google Maps
En la Google I/O 2019, Google presentó un rediseño de Google Maps para la versión Web, mostrando nuevas funciones como:
- El mapa ocupa toda la pantalla.
- La barra de búsqueda está en la parte superior izquierda y puede mostrar información sobre la ubicación.
- En la esquina inferior derecha están ubicados los controles de zoom.
- Ahora hay un modo tierra el cual es una combinación entre la vista satélite y Google Earth, en donde podremos ver las ciudades en 3D y al alejar la imagen podremos ver la Tierra en 3D.
- Al hacer clic en un lugar, nos muestra las reseñas, fotos, números de teléfono y ver el edificio en Street View.
- Al usar indicaciones podremos ver varias rutas y cambiarlas, además de que se podrán ver las rutas en avión y reservar vuelos.

En la Google I/O 2023 (10 de mayo), Google anunció que desarrollará la posibilidad de visionar ciertos lugares en 3D, haciendo que el usuario pueda interactuar con estos espacios al ver por ejemplo la ruta de viaje. Por el momento, esta función estará limitada a unas pocas ciudades.